# Thundercats (2011)
Thundercats är en amerikansk-japansk animerad TV-serie från 2011-2012, baserad på Thundercats och producerad av Ethan Spaulding och Michael Jeleni. Serien sändes i Cartoon Network. och blandar västerländskt tecknat med japansk anime.

### Fotnoter
1. ↑  hämtat från: spanskspråkiga Wikipedia.[källa från Wikidata]
2. ↑  ”"ThunderCats, Hooo!": New ThunderCats Toy Line Roars Into Retail Stores Nationwide” (på engelska). Bandai. 28 juli 2011. Arkiverad från originalet den 23 september 2015. https://web.archive.org/web/20150923191944/http://www.bandai.com/thundercats/sbs/news/new-thundercats-toy-line. Läst 11 december 2015.
3. ↑  Matt Fowler (30 juni 2011). ”Thunder Thursdays: ThunderCats Gets (Anime)ted!” (på engelska). IGN. http://www.ign.com/articles/2011/06/30/thunder-thursdays-thundercats-gets-animeted. Läst 11 december 2015.